# Nicole Avril
Pour les articles homonymes, voir Avril (homonymie).
Nicole Avril, née le 15 août 1939 à Rambouillet, est une femme de lettres française.

## Biographie
Après une enfance et une adolescence à Lyon, Nicole Avril est professeur de lettres à Maubeuge, puis à Paris. En 1968, elle quitte l'enseignement pour le théâtre et gagne sa vie en posant pour des photos de mode et de publicité. Mal à l'aise dans les mots des autres, elle va alors tenter d'écrire son propre texte. Sa mère, née le 1er janvier 1914, avait perdu son propre père dès les premiers combats d'août 1914. Nicole Avril retrouvera le sien vivant, mais elle voudra par la suite témoigner de ce XXe siècle, de toutes les horreurs et de toutes les conquêtes. Des personnages féminins qui sont dans ses romans de fortes figures accompagnent l'émergence des femmes.
Le 6 septembre 1972, deux romans paraissent le même jour chez deux éditeurs différents. Dans Les Gens de Misar (Albin Michel et Prix des Quatre Jurys) « avec du rêve et du vent, elle fait une mémoire de ce Misar insensé, fabuleux. À chaque pas une sensation violente ». L'Été de la Saint-Valentin chez Jean-Jacques Pauvert est, au contraire, d'inspiration autobiographique.
Un mois plus tard, le 6 octobre 1972, son chemin croise celui de Jean-Pierre Elkabbach. Ils ne se quitteront plus. En 1973, ils co-réalisent pour la seconde chaîne de télévision et pour le Nouvel Observateur un document : Auroville. Près de Pondichéry, se construit une cité, Auroville, qui s'inspire de la pensée du philosophe indien Sri Aurobindo.
Nicole Avril fait paraître en 1975 Les Remparts d'Adrien et, en 1977, Le Jardin des Absents, deux fables atypiques et utopiques. Vont suivre deux succès de librairie : La Disgrâce (1981) et Jeanne (1984). Et, en collaboration avec Jean-Pierre Elkabbach, un essai dialogué, Taisez-vous Elkabbach, en 1982.
Après d'autres romans : La Première Alliance, Sur La Peau du diable, viendront des essais : Le Regard de la grenouille, Dictionnaire de la passion amoureuse, et Le Roman du visage, ce dernier, à la fois, histoire du visage humain à travers ses représentations et ses interdits, et portrait de l'auteur vue de profil. En fait, elle se dévoile, une première fois en 1989 avec Dans Les Jardins de mon père, et surtout, après la mort de ses parents, dans son livre le plus intime, Voyage en Avril (2010).
Nicole Avril est l'auteur de trois portraits, trois femmes qui, chacune à sa manière, furent des insoumises. Élisabeth d'Autriche, plus célèbre sous le diminutif de Sissi, dans L'Impératrice (1993), Dora Maar, grande photographe et tragique amante du Picasso de Guernica, dans Moi, Dora Maar (2002). Enfin, dans Brune (2012), Flora Tristan qui se battit jusqu'à ses dernières forces pour le socialisme et pour les femmes.

## Œuvres
- Octobre, L'Observatoire, 2025
- Brune, Plon, 2012
- Voyage en Avril, Plon, 2010
- Dictionnaire de la passion amoureuse, Plon, 2007
- Dernière mise en scène, Plon, 2005
- Le Regard de la grenouille, Plon, 2003, Pocket 2005
- Moi, Dora Maar, Plon, 2002, Pocket, 2003
- Le Roman du visage, Plon, 2000 - film de Jacques Barsac pour Arte avec la voix d'Anouk Aimée.
- Le Roman d’un inconnu, Grasset, 1998
- Une personne déplacée, Grasset, 1996, LGF 1998
- Il y a longtemps que je t’aime, Flammarion, 1992, J’ai Lu 1993
- L’Impératrice, Grasset, 1993, LGF, 1995 - biographie romancée d’Élisabeth d’Autriche, dite Sissi
- Dans les jardins de mon père, Flammarion, 1989, J’ai Lu, 1991 - récit autobiographique
- Sur la peau du diable, Flammarion, 1987, J'ai Lu, 1989
- La Première alliance, Flammarion 1986, J'ai Lu, 1987
- Jeanne, Flammarion, 1984, J'ai Lu, 1985 - film Jeanne (1994) de Robert Mazoyer. Interprété par Nicole Garcia, Annie Girardot, Guillaume Canet.
- Taisez-vous, Elkabbach !, Flammarion, 1982, essai coécrit avec son mari Jean-Pierre Elkabbach
- La Disgrâce, Albin Michel, 1980, J'ai Lu, 1982 - film La Disgrâce (1997) de Dominique Baron avec Caroline Cellier
- Monsieur de Lyon, Albin Michel, 1979, J'ai Lu, 1980, d'après l'histoire de Marguerite Le Paistour
- Le Jardin des absents, Albin Michel, 1977, LGF, 1979
- Les Remparts d’Adrien, Albin Michel, 1975
- L’Été de la Saint-Valentin, Pauvert, 1972, LGF, 1975
- Les Gens de Misar, Albin Michel, 1972 - Prix des Quatre-Jurys